# Нгісі
Нгісі (Ngisi) — офшорне газове родовище в Індійському океані біля узбережжя Танзанії. Належить до газоносного басейну Мафія (отримав назву за островом Мафія з архіпелагу Занзібар).

## Опис
Родовище виявили влітку 2013 року внаслідок спорудження напівзануреним буровим судном Deepsea Metro I свердловини Ngisi-1, закладеної у 5 км на північний схід від свердловини Chewa-1. Вона була одночасно розвідувальною (відносно проспекту Нгісі) та оцінною (для підтвердження розмірів ресурсів родовища Чева). При цьому після спорудження основного стовбура було пробурено ще два бокових для повнішого охоплення об'єктів дослідження. Свердловина мала довжину 4640 метрів та досягла відкладень нижньої крейди.
На структурі Нгісі поклади вуглеводнів виявили у породах епохи палеоцену, де вони були пов'язані із каналами на схилі континентального шельфу.
Станом на другу половину 2013 року ресурси Нгісі оцінювались у 22,5 млрд м3 газу.
Родовище розташоване у блоці 4, правами на розробку якого володіє консорціум у складі  BG (60 %, оператор), Ophir (20 %) та сінгапурської Pavilion Energy (20 %).